# Queen + Adam Lambert 2017 North American Tour
Queen + Adam Lambert 2017 North American Tour – siódma trasa koncertowa Queen + Adam Lambert i druga w Ameryce Północnej, która odbyła się latem 2017 r. Obejmowała 26 koncertów.

## Program koncertów
1. „We Will Rock You” (intro)
2. „Hammer To Fall”
3. „Stone Cold Crazy”
4. „Another One Bites the Dust”
5. „Fat Bottomed Girls”
6. „Killer Queen”
7. „Two Fux”
8. „Don’t Stop Me Now”
9. „Bicycle Race”
10. „I’m in Love With My Car”
11. „Get Down Make Love”
12. „I Want It All”
13. „Love Of My Life”
14. „Somebody To Love”
15. „Crazy Little Thing Called Love”
16. Drum Battle
17. „Under Pressure”
18. „I Want To Break Free”
19. „You Take My Breath Away” (intro)
20. „Who Wants To Live Forever”
21. Guitar Solo
22. Eeoo Freddiego Mercury'ego z Wembley (1986)
23. „Radio Gaga”
24. „Bohemian Rhapsody”
25. „We Will Rock You”
26. „We Are the Champions”
27. „God Save the Queen”

Rzadziej grane:
1. „It’s Late”
2. „Spread Your Wings”
3. „Tie Your Mother Down” (Houston)

## Lista koncertów
1. 22 czerwca 2017 – Los Angeles, Kalifornia, USA – występ w programie Jimmy'ego Kela
2. 23 czerwca 2017 – Phoenix, Arizona, USA – Gila River Arena
3. 24 czerwca 2017 – Las Vegas, Nevada, USA – T-Mobile Arena
4. 26 czerwca 2017 – Los Angeles, Kalifornia, USA – Hollywood Bowl
5. 29 czerwca 2017 – San Jose, Kalifornia, USA – SAP Center
6. 1 lipca 2017 – Seattle, Waszyngton, USA – KeyArena
7. 2 lipca 2017 – Vancouver, Kanada – Rogers Arena
8. 4 lipca 2017 – Edmonton, Kanada – Rogers Place
9. 6 lipca 2017 – Denver, Kolorado, USA – Pepsi Center Arena
10. 8 lipca 2017 – Omaha, Nebraska, USA – CenturyLink Center
11. 9 lipca 2017 – Kansas City, Missouri, USA – Sprint Center
12. 13 lipca 2017 – Chicago, Illinois, USA – United Center
13. 14 lipca 2017 – St. Paul, Minnesota, USA – Xcel Energy Center
14. 17 lipca 2017 – Montreal, Kanada – Bell Centre
15. 18 lipca 2017 – Toronto, Kanada – Air Canada Centre
16. 20 lipca 2017 – Detroit, Michigan, USA – The Palace of Auburn Hills
17. 21 lipca 2017 – Cleveland, Ohio, USA – Quicken Loans Arena
18. 23 lipca 2017 – Uncasville, Connecticut, USA – Mohegan Sun Arena
19. 25 lipca 2017 – Boston, Massachusetts, USA - TD Garden
20. 26 lipca 2017 – Newark, New Jersey, USA – Prudential Center
21. 28 lipca 2017 – Nowy Jork, Nowy Jork, USA – Barclays Center
22. 30 lipca 2017 – Filadelfia, Pensylwania, USA – Wells Fargo Center
23. 31 lipca 2017 – Waszyngton, USA – Verizon Center
24. 2 sierpnia 2017 – Nashville, Tennessee, USA – Bridgestone Arena
25. 4 sierpnia 2017 – Dallas, Teksas, USA – American Airlines Center
26. 5 sierpnia 2017 – Houston, Teksas, USA – Toyota Center

## Źródła
- http://ultimateclassicrock.com/queen-adam-lambert-2017-tour/
- QUEEN CONCERTS